# Konstantin Tyukavin
Konstantin Aleksandrovich Tyukavin (en ruso, Константин Александрович Тюкавин; Kotlas, Rusia, 22 de junio de 2002) es un futbolista ruso que juega de delantero y milita en el F. C. Dinamo Moscú de la Liga Premier de Rusia.

## Trayectoria
Realizó su debut en la Liga Premier de Rusia el 1 de noviembre de 2020 contra el F. C. Tambov. En la siguiente fecha jugó su primer partido como titular contra el F. C. Lokomotiv Moscú. En febrero de 2021 marcó su primer gol para el F. C. Dinamo Moscú en la victoria 2-0 contra el F. C. Spartak de Moscú, un encuentro válido por la Copa de Rusia.
El 18 de marzo de 2021 entró como suplente en el minuto 55 en un partido como local contra el F. C. Krasnodar. El marcador estaba 2-0 en contra y después de ingresar al campo, anotó el gol que empataría el marcador, en el minuto 81 volvió a marcar un gol que definiría el partido con el marcador en 3-2; debido a su actuación fue elegido como el jugador del partido. Al siguiente mes fue elegido como el jugador del mes de abril en el Dinamo Moscú después de marcar un gol y dar 3 asistencias en 4 partidos. El 18 de junio de 2021 el Dinamo Moscú anunció una extensión del contrato de Tyukavin por 3 años y con la opción de extender el contrato por un año más.

## Selección nacional
En marzo de 2021 fue convocado para disputar la Eurocopa Sub-21 con Rusia.
El 16 de agosto del mismo año fue incluido en la lista de jugadores para disputar la clasificación para el Mundial 2022 contra Croacia, Chipre y Malta. Debutó el 4 de septiembre ante los chipriotas.

## Clubes
| Club               | País  | Año       |
| ------------------ | ----- | --------- |
| F. C. Dinamo Moscú | Rusia | 2020-act. |